# Партійні біги, або дрібниця на березневих заметах
«Партійні біги, або дрібниця на березневих заметах» — радянський художній фільм 1991 року, знятий режисером Сергієм Пєстрєцовим на Одеській кіностудії.

## Сюжет
У СРСР відбувається обвальна департизація. Знайшлася фірма, готова фінансувати конкурс на заміщення вакантних посад серед колишніх партійців, зрозуміло, середньої та нижчої ланки. Змагання колишніх партфункціонерів набули статусу «Першої партакіади СРСР»…

## У ролях
- Лев Котляр — репортер
- Олександр Краснопольський — репортер
- Олександр Купріянов — Іван Іванович / міліціонер / снігова людина

## Знімальна група
- Режисер — Сергій Пєстрєцов
- Сценарист — Сергій Пєстрєцов